# پینوکیو (مینی‌سریال)
پینوکیو (انگلیسی: Pinocchio) یک مینی‌سریال ایتالیایی-انگلیسی به کارگردانی آلبرتو سیرونی است که در سال ۲۰۰۹ میلادی منتشر شد.
این فیلم بر پایهٔ رمان ماجراهای پینوکیو اثر کارلو کلودی ساخته شد.

## بازیگران
- باب هاسکینز در نقش پدر ژپتو
- روبی کی در نقش پینوکیو
- لوچانا لیتیتستو در نقش جیرجیرک سخنگو
- مارگریتا بوی در نقش معلم
- ویولانته پلاچیدو در نقش فرشتهٔ مهربون
- جاس آکلند در نقش ماسترو چیلیجا
- تونی برتورلی در نقش روباه مکار
- فرانچسکو پانوفینو در نقش گربه نره
- آلساندرو گاسمان در نقش کارلو کلودی
- استیون کینمن در نقش دلقک رنگی‌پوش
- توماس سنگستر
- مائوریتسیو دونادونی